# 시모유이역
시모유이역(일본어: 下油井駅)은 일본 기후현 가모 군 시라카와정에 있는 도카이 여객철도 다카야마 본선의 역이다. 상대식 승강장 2면 2선의 구조를 지닌 지상역이다.

## 타는 곳
| 1 | ■ 다카야마 본선 | 상행 | 미노오타 · 기후 방면 |
| 2 | ■ 다카야마 본선 | 하행 | 게로 · 다카야마 방면 |

## 역 주변
- 국도 제41호선
- 국도 제256호선
- 히다 강

## 인접 정차역
| 도카이 여객철도 다카야마 본선 | 도카이 여객철도 다카야마 본선 | 도카이 여객철도 다카야마 본선       |
| ----------------------------- | ----------------------------- | ----------------------------------- |
| 시라카와구치 기후 방면        | ■ 다카야마 본선               | 히다카나야마 다카야마·이노타니 방면 |